# Super Bowl III
Match précédent Match suivant
Le Super Bowl III est l'ultime rencontre de la saison NFL 1968 de football américain. Le match a eu lieu le 12 janvier 1969 au Miami Orange Bowl de Miami, Floride. Les Jets de New York, champions de l'AFL, rencontrent les Colts de Baltimore, champions de la NFL, à l'occasion de cette troisième édition du Super Bowl.
Les Jets créent la surprise en s'imposant 16-7 face aux Colts et remportent le premier et jusqu'ici unique Trophée Vince-Lombardi de leur histoire. Pourtant ultra-favoris, les Colts sont défaits par l'équipe de l'American Football League, considérée comme plus faible. Il s'agit de l'une des plus grandes surprises de l'histoire.
Le quarterback des Jets de New York, Joe Namath a été nommé meilleur joueur du match après avoir complété 17 de ses 28 passes, pour un gain total de 206 yards. Dès son succès, il devient immédiatement une vedette new-yorkaise, médiatisée et adulée.

## Préparatifs
Le 14 mai 1968, les propriétaires des franchises choisissent le Miami Orange Bowl comme site du Super Bowl III contre l'Orange Bowl de La Nouvelle-Orléans. Le maire de la Nouvelle-Orléans, Victor Schiro, avait pourtant promis que le stade accueillerait au minimum 80 000 spectateurs. Les propriétaires sont impressionnés par la présentation du site de Miami, et choisiront l'Orange Bowl pour le Super Bowl IV.
Malgré la fusion à venir entre l'American Football League et la National Football League, les résultats des Super Bowl I et Super Bowl II, largement remportés par les Packers de Green Bay, confirment l'avis général de la supériorité de la NFL sur l'AFL.
Le jeudi avant la rencontre, le quarterback des Jets de New York, Joe Namath garantit la victoire à son équipe.

## Parcours des équipes du Super Bowl III

### Colts de Baltimore
Les Colts de Baltimore ont remporté les championnats NFL 1958 et 1959 avec l'entraîneur Weeb Ewbank. Lors des saisons suivantes, les Colts ratent les matchs éliminatoires et virent Ewbank après la saison 1962. Baltimore remplace leur entraîneur par un jeune entraîneur principal, Don Shula. Défaits par les Browns de Cleveland en finale NFL 1964, les Colts de Shula sont régulièrement dominés par les Packers de Green Bay de Vince Lombardi.
En 1968, les Colts font partie des favoris pour remporter le Super Bowl III. Cependant, la blessure de Johnny Unitas, leur quarterback vedette, avant le début de la saison, semble sacrifier leurs chances. En remplacement, Baltimore choisit le vétéran Earl Morrall, inconsistant tout au long de sa carrière de 12 ans dans la ligue. Les Colts de Baltimore ne perdent qu'une seule rencontre avant d'arriver à Miami pour y jouer le Super Bowl III.
Avec Morrall, ils finissent la saison régulière avec un bilan de 13 victoires pour une seule défaite (contre les Browns qu'il retrouveront en finale NFL).
La défense des Colts est la meilleure de la ligue avec le plus faible nombre de points par match encaissés. En attaque, Jimmy Orr et Willie Richardson sont les principales menaces en réceptions. Tom Matte est le principal coureur de l'équipe avec 9 touchdowns sur la saison.
Les Colts accèdent au Super Bowl après deux dernières victoires très nettes :
- La première contre les Vikings du Minnesota : Menant 21 à rien à l'entamme du 4e quart-temps, ils résistent et contrôlent le retour des Vikings pour l'emporter finalement 24 à 14.
- La seconde contre les Browns de Cleveland (revanche de la 5e semaine) : Baltimore est limité à 173 yards et ne franchi le milieu du terrain qu'à deux reprises lors du match. Matte inscrit trois des quatre TDs marqués à la course. Les Colts remportent aisément le match 34 à rien.

### Jets de New York
Les Jets de New York ont Weeb Ewbank comme entraîneur principal. Ce dernier était l'entraîneur principal des Colts de Baltimore lorsqu'ils remportent les championnats NFL 1958 et 1959. Les Jets terminent la saison régulière avec un bilan de 11 victoires pour 3 défaites. Une de ces trois défaites a eu lieu chez les Raiders d'Oakland lors de l'infâme Heidi Game. Paradoxalement, les Jets rencontrent à nouveau les Raiders en déplacement pour la finale de championnat AFL et les battent 27 à 23.
Le QB des Jets, Joe Namath aura lancé pour 3 147 yards au cours de la saison régulière tout en ne complétant que 49,2 % de ses passes. D'autre part, il se fera intercepter à 17 reprises tout en inscrivant 15 TDs. Néanmoins, son attaque terminera la saison régulière avec un total de 419 points, total supérieur aux points inscrits par Baltimore. Le plus important était que Namath trouvait toujours un moyen pour gagner. Par exemple, en fin du 4e quart-temps de la finale AFL, il se fait intercepter par les Raiders, ceux-ci en profitant pour reprendre l'avantage au score. Néanmoins, sur le drive suivant, Namath réussira à lancer trois passes consécutives, gagnant 68 yards en 55 secondes de jeu, inscrivant le TD qui redonnera l'avantage définitif aux Jets. C'est le WR, futur membre du Hall of Fame, Don Maynard qui réceptionnera le ballon dans la zone d'enbut. Sur cette action, ce dernier se blesse aux ischio-jambiers.
Les Jets possèdent un certain nombre d'atouts offensifs que Namath a utilisé :
- WR Maynard réalise la meilleure saison de sa carrière, réceptionnant 57 passes pour 1 297 yards (moyenne de 22,8 yards par réception) et inscrivant 10 TDs.
- WR George Sauer Jr., réceptionne 66 passes pour 1 141 yards et 3 TDs.
- FB Matt Snell, un coureur puissant, le meilleur de son équipe avec 747 yards et 6 TDs.
- HB Emerson Boozer, un coureur insaisissable, ayant gagné 441 yards et inscrit 5 TDs.

De son côté, le K Jim Turner a transformé 34 field goals et inscrits 43 extra points pour un total global de 145 points.
La défense des Jets est la meilleure de l'AFL au nombre total de yards cédés à la course total (1195) : Gerry Philbin, Paul Rochester, John Elliott et Verlon Biggs sont des piliers de la ligne défensive. Le corps des LB des Jets est emmené par Al Atkinson. La secondary est elle emmenée par les DBs, Johnny Sample (7 interceptions - ancien joueur des Colts ayant remporté le titre national en 1958) et Jim Hudson (5 interceptions).
Plusieurs joueurs des Jets avaient été libérés par d'autres équipes de NFL :
- Maynard par les Giants de New York après leur défaite en finale 1958 de la NFL chez les Colts. Il déclara en avoir gardé un peu d'amertune ("I kept a little bitterness in me")[4].
- Sample par les Colts de Baltimore. Il déclara : "J'étais presque frénétique au moment où le match a commencé. J'ai tenu une rancune privée contre les Colts. J'étais vraiment prêt pour ce match. Nous l'étions tous." ("I was almost in a frenzy by the time the game arrived", he says. "I held a private grudge against the Colts. I was really ready for that game. All of us were.")[4].
- OT Winston Hill avait été libéré cinq ans plus tôt par les Colts lors du camp d'entraînement alors qu'il était rookie. Il déclara que son coéquipier Ordell Braase faisait exprès de le faire mal jouer lors des entraînements ("He kept making me look bad in practice")[4]. Hille bloquera Braase lors du Super Bowl III.

New York accède au Super Bowl après avoir battu les Raiders d'Oakland en finale AFL sur le score de 27 à 23 :
Les Raiders se sont qualifiés pour la finale AFL après avoir battu une semaine auparavant, les Chiefs de Kansas City sur le score de 41 à 6, QB Daryle Lamonica inscrivant 5 TDs à la passe. La finale AFL est serrée et aprement disputée tout au long du match. Le momentum semblait être du côté des Raiders lorsque George Atkinson intercepte une passe de QB Namath et le retourne sur 32 yards sur la ligne des 5 yards des Jets. Un TD s'ensuit permettant à Oakland de mener 23 à 20 pour la première fois du match à 0 h 8 min 18 s de la fin du match. Néanmoinns, Namath se reprend très vite, complètant une passe de 10 yards vers WR Sauer et une de 52 yards vers WR Maynard. Ils se retrouvent sur la ligne des 6 yards des Raiders et sur le jeu suivant, Maynard réceptionne une nouvelle passe de 6 yards de Namath inscrivant le TD qui permet aux Jets de reprendre définitivement l'avantage au score, 27 à 23.

## Déroulement du match
| Score           | Q1 | Q2 | Q3 | Q4 | Total |
| New York Jets   | 0  | 7  | 6  | 3  | 16    |
| Baltimore Colts | 0  | 0  | 0  | 7  | 7     |

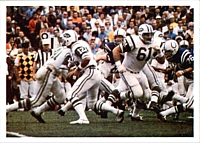
Namath (centre-gauche), mène un jeu offensif pour les Jets lors du Super Bowl III.

New York commence la rencontre avec leur principal menace offensive, le receveur, Don Maynard, blessé. Sa performance en finale AFL contre les Raiders d'Oakland oblige les Colts à avoir une attention particulière au joueur, sans réaliser qu'il est blessé. Maynard est un leurre, il ne réceptionnera aucun ballon lors de la rencontre alors que Joe Namath utilise la simple couverture sur George Sauer, Jr. pour avancer efficacement. Le plan de jeu des Jets est conservateur, axé sur un jeu de courses et de courtes passes, afin de limiter les interceptions.

## Récapitulatif du match
| QT          | Temps       | Drive       | Drive       | Drive       | Équipe      | Description de l'action                                                                     | Score | Score |
| ----------- | ----------- | ----------- | ----------- | ----------- | ----------- | ------------------------------------------------------------------------------------------- | ----- | ----- |
| QT          | Temps       | Jeux        | Yards       | TDP         | Équipe      | Description de l'action                                                                     | NYJ   | BAL   |
| 2           | 9 min 3 s   | 12          | 80          | 5 min 6 s   | NYJ         | TD de Matt Snell sur une course de 4 yards + 1 point de conversion par le kicker Jim Turner | 7     | 0     |
| 3           | 10 min 8 s  | 8           | 8           | 4 min 17 s  | NYJ         | FG de 32 yards par kicker Jim Turner                                                        | 10    | 0     |
| 3           | 3 min 58 s  | 10          | 45          | 4 min 6 s   | NYJ         | FG de 30 yards par kicker Jim Turner                                                        | 13    | 0     |
| 4           | 13 min 26 s | 7           | 61          | 3 min 58 s  | NYJ         | FG de 9 yards par kicker Jim Turner                                                         | 16    | 0     |
| 4           | 3 min 19 s  | 14          | 80          | 3 min 15 s  | BAL         | TD sur une course d'1 yard de Jerry Hill + 1 point de conversion par le kicker Lou Michaels | 16    | 7     |
| Score final | Score final | Score final | Score final | Score final | Score final | Score final                                                                                 | 16    | 7     |

## Statistiques
|                                                                | Jets de New York | Colts de Baltimore |
| -------------------------------------------------------------- | ---------------- | ------------------ |
| 1er downs                                                      | 21               | 18                 |
| 1er downs à la course                                          | 10               | 7                  |
| 1er downs à la passe                                           | 10               | 9                  |
| 1er downs à la suite d'une pénalité                            | 1                | 2                  |
| 3e down                                                        | 8/18             | 4/12               |
| 4e down                                                        | 0/0              | 1/2                |
| Yards à la course                                              | 142              | 143                |
| Nombre de course                                               | 43               | 23                 |
| Moyenne de yards par course                                    | 3.3              | 6.2                |
| Passes tentées/réussies                                        | 17/29            | 17/41              |
| Nombre de sack subi/ Yards perdus                              | 2 – 11           | 0 – 0              |
| Nombre de passe interceptées                                   | 0                | 4                  |
| Yards à la passe                                               | 195              | 181                |
| Nombre total de yards gagnés                                   | 337              | 324                |
| Nombre de Punts retournés - yards gagnés                       | 1 – 0            | 4 – 34             |
| Nombre de Kickoffs retournés - yards gagnés                    | 1 – 25           | 4 – 105            |
| Nombre d'interceptions effectuées-nombre total de yards gagnés | 4 – 9            | 0 – 0              |
| Nombre de Punts - moyenne par Punt                             | 4 –3 8.8         | 3 – 44.3           |
| Nombre de Fumbles - perdus                                     | 1–1              | 1–1                |
| Pénalités - nombre total de yards perdus                       | 5 – 28           | 3 – 23             |
| Temps de possession                                            | 36:10            | 23:50              |
| Turnovers                                                      | 1                | 5                  |

| Passes            | Passes | Passes | Passes | Passes | Passes |
|                   | P/T    | Y.     | TD     | Int.   | %      |
| ----------------- | ------ | ------ | ------ | ------ | ------ |
| Joe Namath        | 17/28  | 206    | 0      | 0      | 83.3   |
| Babe Parilli      | 0/1    | 0      | 0      | 0      | 39.6   |
| Courses           |        |        |        |        |        |
|                   | C.     | Y.     | TD     | +LG    | Y/C    |
| Matt Snell        | 30     | 121    | 1      | 12     | 4.03   |
| Emerson Boozer    | 10     | 19     | 0      | 8      | 1.90   |
| Bill Mathis       | 3      | 2      | 0      | 1      | 0.67   |
| Réceptions        |        |        |        |        |        |
|                   | Réc.   | Y.     | TD     | +LG    | T      |
| George Sauer, Jr. | 8      | 133    | 0      | 39     | 12     |
| Matt Snell        | 4      | 40     | 0      | 14     | 5      |
| Bill Mathis       | 3      | 20     | 0      | 13     | 3      |
| Pete Lammons      | 2      | 13     | 0      | 11     | 3      |
| Don Maynard       | 0      | 0      | 0      | 0      | 5      |
| Bake Turner       | 0      | 0      | 0      | 0      | 1      |

| Passes                 | Passes | Passes | Passes | Passes | Passes |
|                        | P/T    | Y.     | TD     | Int.   | %      |
| ---------------------- | ------ | ------ | ------ | ------ | ------ |
| Johnny Unitas          | 11/24  | 110    | 0      | 1      | 42.0   |
| Earl Morrall           | 6/17   | 71     | 0      | 3      | 9.3    |
| Courses                |        |        |        |        |        |
|                        | C.     | Y.     | TD     | +LG    | Y/C    |
| Tom Matte              | 11     | 116    | 0      | 58     | 10.55  |
| Jerry Hill (en)        | 9      | 29     | 1      | 12     | 3.22   |
| Johnny Unitas          | 1      | 0      | 0      | 0      | 0.00   |
| Earl Morrall           | 2      | –2     | 0      | 0      | –1.00  |
| Réceptions             |        |        |        |        |        |
|                        | Réc.   | Y.     | TD     | +LG    | T      |
| Willie Richardson (en) | 6      | 58     | 0      | 21     | 15     |
| Jimmy Orr              | 3      | 42     | 0      | 17     | 8      |
| John Mackey            | 3      | 35     | 0      | 19     | 8      |
| Tom Matte              | 2      | 30     | 0      | 30     | 3      |
| Jerry Hill             | 2      | 1      | 0      | 1      | 4      |
| Tom Mitchell (en)      | 1      | 15     | 0      | 15     | 3      |

Statistiques provenant de NFL.com

## Feuille de match
| New York          | Position | Baltimore           |
| ----------------- | -------- | ------------------- |
| Attaque           |          |                     |
| George Sauer, Jr. | SE       | Jimmy Orr           |
| Winston Hill      | LT       | Bob Vogel           |
| Bob Talamini      | LG       | Glenn Ressler       |
| John Schmitt      | C        | Bill Curry          |
| Randy Rasmussen   | RG       | Dan Sullivan        |
| Dave Herman       | RT       | Sam Ball            |
| Pete Lammons      | TE       | John Mackey‡        |
| Don Maynard‡      | FL       | Willie Richardson   |
| Joe Namath‡       | QB       | Earl Morrall        |
| Emerson Boozer    | RB       | Tom Matte           |
| Matt Snell        | RB       | Jerry Hill          |
| Défense           |          |                     |
| Gerry Philbin     | LE       | Bubba Smith         |
| Paul Rochester    | LT       | Billy Ray Smith Sr. |
| John Elliott      | RT       | Fred Miller         |
| Verlon Biggs      | RE       | Ordell Braase       |
| Ralph Baker       | LLB      | Mike Curtis         |
| Al Atkinson       | MLB      | Dennis Gaubatz      |
| Larry Grantham    | RLB      | Don Shinnick        |
| Johnny Sample     | LCB      | Bobby Boyd          |
| Randy Beverly     | RCB      | Lenny Lyles         |
| Jim Hudson        | LS       | Jerry Logan         |
| Bill Baird        | RS       | Rick Volk           |

Légende
- Hall of Fame ‡

## Records
Les records suivants ont été établis ou égalisés lors du Super Bowl III records et sont issus des banques de données officielles de la NFL.com et le site Pro-Football-Reference.com. Certains records nécessitent un nombre minimum de tentatives, celles-ci étant inscrites dans le tableau entre parenthèses.
| Records établis par les joueurs lors du Super Bowl III                                   | Records établis par les joueurs lors du Super Bowl III | Records établis par les joueurs lors du Super Bowl III |
| Records à la passe                                                                       | Records à la passe                                     | Records à la passe                                     |
| ---------------------------------------------------------------------------------------- | ------------------------------------------------------ | ------------------------------------------------------ |
| + de tentatives de passe consécutives sans interception sur le match                     | 28                                                     | Joe Namath                                             |
| + de passes interceptées sur le match                                                    | 3                                                      | Earl Morrall                                           |
| + de passes interceptées de sa carrière~                                                 | 3                                                      | Earl Morrall                                           |
| Records à la course                                                                      |                                                        |                                                        |
| + de yards gagnés sur le match                                                           | 121 yards                                              | Matt Snell                                             |
| + de yards gagnés de sa carrière~                                                        | 121 yards                                              | Matt Snell                                             |
| + de courses tentées sur le match                                                        | 30                                                     | Matt Snell                                             |
| + de courses tentées de sa carrière~                                                     | 30                                                     | Matt Snell                                             |
| Moyenne la plus élevée de yards gagnés par course (20 min)                               | 4.0 yards (121–30)                                     | Matt Snell                                             |
| Moyenne la plus élevée de yards gagnés par course (10 min)                               | 10.5 yards (116–11)                                    | Tom Matte                                              |
| Records à la réception                                                                   |                                                        |                                                        |
| + de réceptions sur le match                                                             | 8                                                      | George Sauer, Jr.                                      |
| Records de yards globalement gagnés†                                                     |                                                        |                                                        |
| + de tentatives de réception sur le match                                                | 34                                                     | Matt Snell                                             |
| + de tentatives de réception de sa carrière~                                             | 34                                                     | Matt Snell                                             |
| + de yards gagnés sur le match                                                           | 146 yards                                              | Tom Matte                                              |
| Défense                                                                                  |                                                        |                                                        |
| + d'interceptions effectuées sur le match                                                | 2                                                      | Randy Beverly (NYJ)                                    |
| + d'interceptions effectuées de sa carrière~                                             | 2                                                      | Randy Beverly (NYJ)                                    |
| Équipes spéciales                                                                        |                                                        |                                                        |
| + de yards gagnés en retour de punt de sa carrière~                                      | 34 yards                                               | Timmy Brown (Bal)                                      |
| + haute moyenne de yards gagnés lors de retours de punt sur le match (3 retours min.)    | 8.5 yards (4–34)                                       | Timmy Brown (Bal)                                      |
| + haute moyenne de yards gagnés lors de retours de punt de sa carrière~ (4 retours min.) | 8.5 yards (4–34)                                       | Timmy Brown (Bal)                                      |
| + de Field Goal tentés sur le match                                                      | 5                                                      | Jim Turner (NYJ)                                       |
| + de Field Goal tentés de sa carrière~                                                   | 5                                                      | Jim Turner (NYJ)                                       |
| Records égalés                                                                           |                                                        |                                                        |
| + grand nombre de passes complétées sur le match                                         | 17                                                     | Joe Namath                                             |
| + grand nombre de passes complétées de sa carrière~                                      | 8                                                      | George Sauer, Jr.                                      |
| + grand nombre de Fumbles sur le match                                                   | 1                                                      | Tom Matte George Sauer, Jr.                            |
| + grand nombre de Fumbles de sa carrière~                                                | 1                                                      | Tom Matte George Sauer, Jr.                            |
| + grand nombre de Fumbles recouverts sur le match                                        | 1                                                      | Ron Porter (en) (Bal) Ralph Baker (NYJ)                |
| + grand nombre de Fumbles recouverts de sa carrière~                                     | 1                                                      | Ron Porter (en) (Bal) Ralph Baker (NYJ)                |

- ~ Sur un match.
- † Cette catégorie inclus les yards gagnés à la course, à la réception, lors d'interceptions, de punts et de kickoffs retournés ainsi que lors de fumbles recouverts[9].
- ‡ Les sacks ne seront une statistique officielle reconnue de la NFL que depuis le Super Bowl XVII. Les sacks sont inclus dans les tackled attempting to pass dans les résumés statistiques de la NFL pour le Super Bowl III[6],[10].

| Records étables par les franchises                                                      | Records étables par les franchises | Records étables par les franchises |
| Points                                                                                  | Points                             | Points                             |
| --------------------------------------------------------------------------------------- | ---------------------------------- | ---------------------------------- |
| + petit nombre de points inscrit lors du match                                          | 7 pts                              | Colts de Baltimore                 |
| + petit nombre de points inscrit en première mi-temps                                   | 0 pts                              | Colts de Baltimore                 |
| + petite marge de victoire                                                              | 9 pts                              | Jets de New York                   |
| Touchdowns, field goals                                                                 |                                    |                                    |
| + petit nombre de TD inscrits par l'équipe gagnante                                     | 1                                  | Jets                               |
| + de Field Goal tentés                                                                  | 5                                  | Jets                               |
| Courses                                                                                 |                                    |                                    |
| + de courses tentées                                                                    | 43                                 | Jets                               |
| + haute moyenne de yards gagnés par course                                              | 6.2 yards                          | Colts (143–23)                     |
| + petite moyenne de yards gagnés par course                                             | 3.3 yards                          | Jets (142–43)                      |
| Passes                                                                                  |                                    |                                    |
| + de passes tentées                                                                     | 41                                 | Colts                              |
| + petit % de passes complètées (20 tentatives min.)                                     | 41.4%                              | Colts (17–41)                      |
| + petite moyenne de yards gagnés par passe tentée                                       | 4.4 yards                          | Colts (181–41)                     |
| + de fois intercepté                                                                    | 4                                  | Colts                              |
| - de fois sacké                                                                         | 0                                  | Colts                              |
| + petit nombre de passe de TD                                                           | 0                                  | Colts Jets                         |
| 1er downs                                                                               |                                    |                                    |
| + de 1er downs à la suite de pénalité                                                   | 2                                  | Colts                              |
| Défense                                                                                 |                                    |                                    |
| + d'interceptions effectuées                                                            | 4                                  | Jets                               |
| - de sack effectué sur le match                                                         | 0                                  | Jets                               |
| + de yards accordés par l'équipe gagnante                                               | 337 yards                          | Jets                               |
| Turnovers                                                                               |                                    |                                    |
| + de turnovers subis sur le match                                                       | 5                                  | Colts                              |
| Retours de kickoff                                                                      |                                    |                                    |
| - de retour de kickoff sur le match                                                     | 1                                  | Jets                               |
| - de yards gagnés sur le match                                                          | 25 yards                           | Jets                               |
| + haute moyenne de yards gagnés lors de retour de kickoff sur le match (3 retours min.) | 26.3 yards                         | Colts (105–4)                      |
| Punt                                                                                    |                                    |                                    |
| - de punt effectué sur le match                                                         | 3                                  | Colts                              |
| + petite moyenne de yards gagnés par punt sur le match (4 punts min.)                   | 38.8 yards                         | Jets                               |
| Retours de punt                                                                         |                                    |                                    |
| - de retour de punt effectué sur ule match                                              | 1                                  | Jets                               |
| + petit nombre de yards gagnés en retour de punt sur le match                           | 0 yard                             | Jets                               |
| + haute moyenne de yards retournés sur le match (3 retours min.)                        | 8.5 yards                          | Colts (34–4)                       |
| Pénalités                                                                               |                                    |                                    |
| + de pénalités sur le match                                                             | 5                                  | Jets                               |
| Records égalés                                                                          |                                    |                                    |
| + de Super Bowl perdu                                                                   | 1                                  | Colts                              |
| + de points inscrits dans le 4e quart-temps                                             | 7 pts                              | Colts                              |
| - de TD inscrit sur le match                                                            | 1                                  | Colts Jets                         |
| + de passes complètées                                                                  | 17                                 | Colts Jets                         |
| - de fois intercepté                                                                    | 0                                  | Jets                               |
| + de 1er downs                                                                          | 21                                 | Jets                               |

Les Turnovers sont définis comme le nombre de fois qu'une équipe perd le ballon à la suite d'une interception ou d'un fumble.
| Records établis en cumulant les données des deux franchises | Records établis en cumulant les données des deux franchises | Records établis en cumulant les données des deux franchises | Records établis en cumulant les données des deux franchises |
|                                                             | Total                                                       | Jets                                                        | Colts                                                       |
| Points, 2 équipes                                           | Points, 2 équipes                                           | Points, 2 équipes                                           | Points, 2 équipes                                           |
| ----------------------------------------------------------- | ----------------------------------------------------------- | ----------------------------------------------------------- | ----------------------------------------------------------- |
| - de points inscrits                                        | 23 pts                                                      | 16                                                          | 7                                                           |
| - de points inscrits en 1re mi-temps                        | 7 pts                                                       | 7                                                           | 0                                                           |
| - de points inscrits en 2e mi-temps                         | 16 pts                                                      | 9                                                           | 7                                                           |
| Touchdowns, extra-points, field goals, 2 équipes            |                                                             |                                                             |                                                             |
| - de TDs inscrits                                           | 2                                                           | 1                                                           | 1                                                           |
| - d'extra-point inscrit                                     | 2                                                           | (1–1)                                                       | (1–1)                                                       |
| + de FG tentés                                              | 7                                                           | 5                                                           | 2                                                           |
| Nombre de yards nets, 2 équipes                             |                                                             |                                                             |                                                             |
| + de yards nets gagnés à la course et à la passe            | 661 yards                                                   | 337                                                         | 324                                                         |
| Courses, 2 équipes                                          |                                                             |                                                             |                                                             |
| + de tentatives de course                                   | 66                                                          | 43                                                          | 23                                                          |
| + de yards nets gagnés à la course                          | 285                                                         | 142                                                         | 143                                                         |
| Passes, 2 équipes                                           |                                                             |                                                             |                                                             |
| + de passes tentées                                         | 70                                                          | 29                                                          | 41                                                          |
| + de passes complétées                                      | 34                                                          | 17                                                          | 17                                                          |
| + de fois intercepté                                        | 4                                                           | 0                                                           | 4                                                           |
| - de sack subi                                              | 2                                                           | 2                                                           | 0                                                           |
| - de passe de TD                                            | 0                                                           | 0                                                           | 0                                                           |
| 1er downs, 2 équipes                                        |                                                             |                                                             |                                                             |
| + de 1er downs                                              | 39                                                          | 21                                                          | 18                                                          |
| + de 1er downs à la course                                  | 17                                                          | 10                                                          | 7                                                           |
| + de 1er downs à la suite de pénalité                       | 3                                                           | 1                                                           | 2                                                           |
| Défense, 2 équipes                                          |                                                             |                                                             |                                                             |
| + d'interceptions réalisées                                 | 4                                                           | 4                                                           | 0                                                           |
| - de sack effectué                                          | 2                                                           | 0                                                           | 2                                                           |
| Turnovers, 2 équipes                                        |                                                             |                                                             |                                                             |
| + de turnovers                                              | 5                                                           | 0                                                           | 5                                                           |
| Retours de kickoff, 2 équipes                               |                                                             |                                                             |                                                             |
| - de retours de kickoff                                     | 5                                                           | 1                                                           | 4                                                           |
| - de yards gagnés lors de retour de kickoff                 | 130 yards                                                   | 25                                                          | 105                                                         |
| Punt, 2 équipes                                             |                                                             |                                                             |                                                             |
| - de punt sur le match                                      | 7                                                           | 4                                                           | 3                                                           |
| Retours de punt, 2 équipes                                  |                                                             |                                                             |                                                             |
| - de retour de punt sur le match                            | 5                                                           | 1                                                           | 4                                                           |
| - de yards gagnés en retour de punt sur le match            | 34 yards                                                    | 0                                                           | 34                                                          |
| Records égalés, 2 équipes                                   |                                                             |                                                             |                                                             |
| - de fumbles commis                                         | 2                                                           | 1                                                           | 1                                                           |
| - de fumbles perdus                                         | 2                                                           | 1                                                           | 1                                                           |
| + de pénalités commises sur le match                        | 8                                                           | 5                                                           | 3                                                           |

## Postérité
Dans un premier temps, en 1969, le président de NFL Films Steve Sabol produit un documentaire de 22 minutes sur le Super Bowl III en se concentrant sur les Colts et le retour de Johnny Unitas. En 1997, la NFL recréé une vidéo de la rencontre en intégralité à partir de pellicules non exploitées.